# Arbeitsgericht Blumenthal
Das Arbeitsgericht Blumenthal war ein deutsches Arbeitsgericht mit Sitz in Blumenthal.

## Geschichte
Gemäß Arbeitsgerichtsgesetz vom 23. Dezember 1926 wurden in Deutschland Arbeitsgerichte gebildet. Diese waren nur in der ersten Instanz organisatorisch selbstständige Gerichte, die Landesarbeitsgerichte waren den Landgerichten zugeordnet. Am Landgericht Bremen entstand so 1927 das Landesarbeitsgericht Bremen als einziges Landesarbeitsgericht der Freien Hansestadt Bremen. Im preußischen Blumenthal entstand das Arbeitsgericht Blumenthal. Sein Sprengel umfasste die Bezirke der preußischen Amtsgerichte Blumenthal, Lesum und Osterholz sowie die bremische Stadtgemeinde Vegesack. Es bestand jeweils eine Kammer für Arbeiter, für Angestellte und für Handwerk. Es wurde dem Landesarbeitsgericht Bremen zugeordnet.
1939 wurde Blumenthal und damit auch das Arbeitsgericht Blumenthal bremisch.
Nach der Besetzung Deutschlands durch die Alliierten wurden 1945 zunächst alle Gerichte geschlossen. Die ordentlichen Gerichte wurden schon bald wieder eröffnet, während die Arbeitsgerichte zunächst nicht wieder eingerichtet wurden, so dass arbeitsgerichtliche Streitigkeiten von den ordentlichen Gerichten erledigt werden mussten. Gemäß Kontrollratsgesetz 21 vom 30. März 1946 sollten in Deutschland Arbeitsgerichte aufgebaut werden. Das Arbeitsgericht Blumenthal wurde nicht neu gebildet.